# Hemre I./Isi

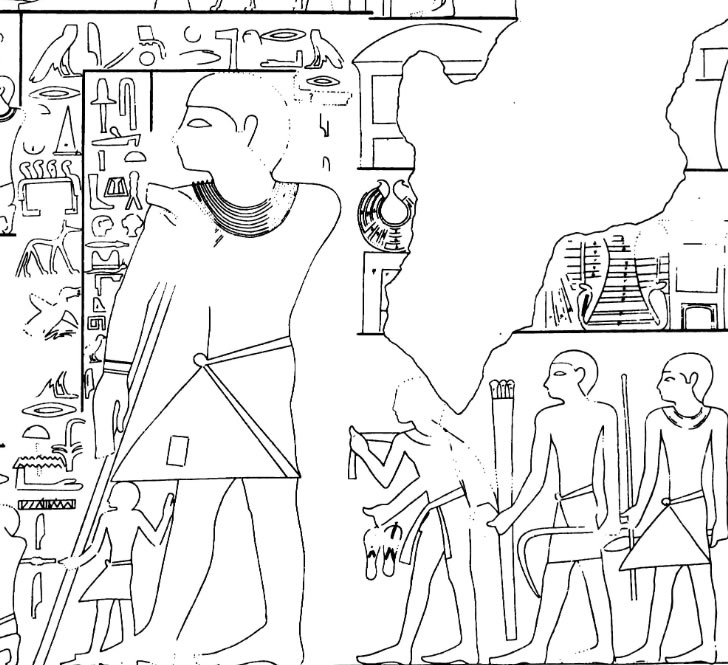
Hemre I., Darstellung in seinem Grab

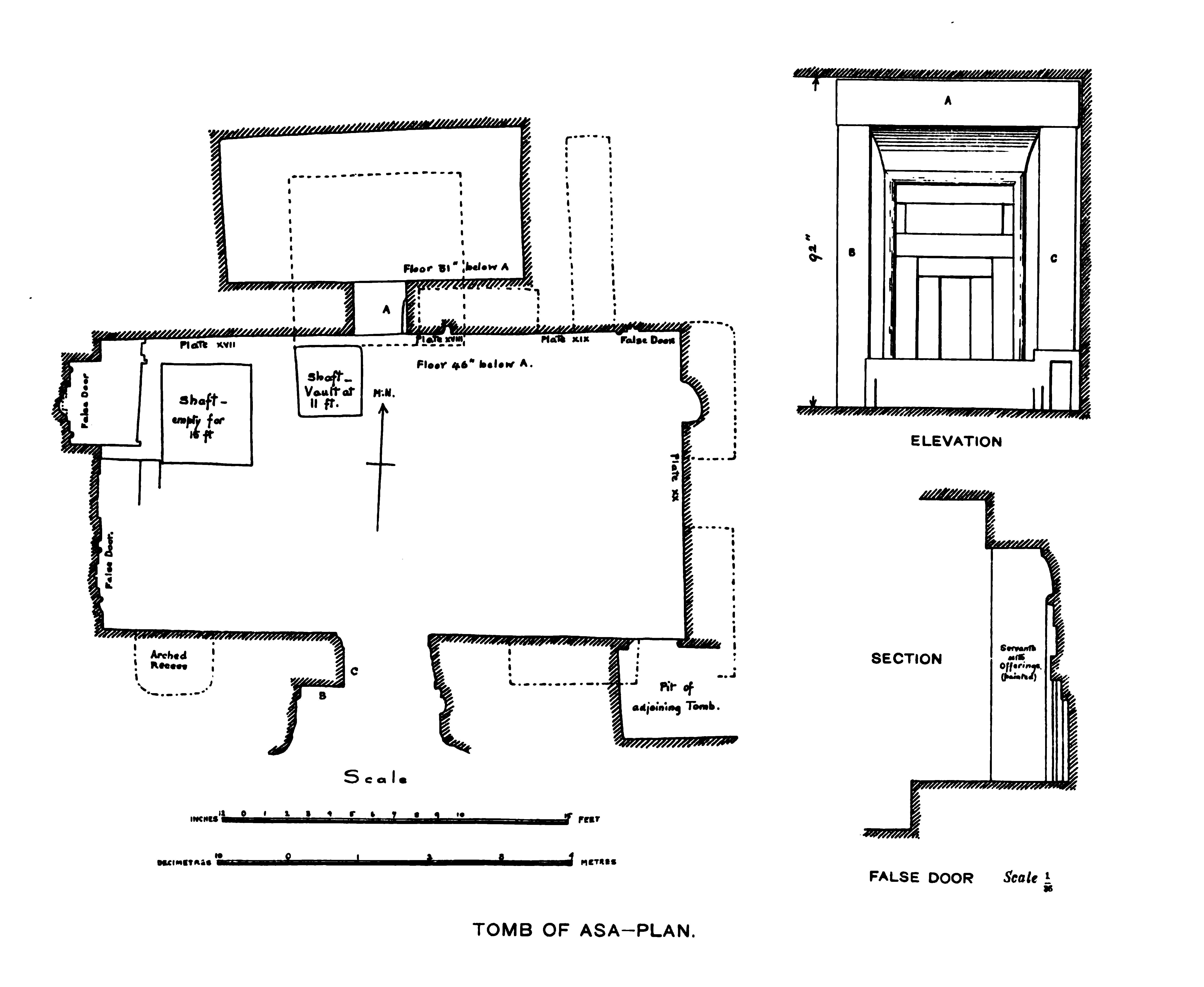
Grundriss seines Grabes

Hemre (auch Isi genannt, vielleicht auch Qehwi) war ein bedeutender Beamter im Alten Ägypten zur Zeit der 6. Dynastie und trug viele wichtige Titel. Er war vor allem Oberhaupt des 12. Oberägyptischen Gaues (Atfet; der Bergviper-Gau) und Wesir. Als Oberhaupt des 12. Oberägyptischen Gaues war er der Leiter einer Provinz, als Wesir hatte er das wichtiges Stattsamt (nach dem König) inne.
Hemre ist vor allem von seinem Felsengrab in Deir el-Gebrawi bekannt, das mit Malereien dekoriert ist. Dort werden auch seine Gemahlin Hemre sowie seine Söhne Isi und Nisuqed genannt. Die dekorierte Kultkapelle seines Grabes besteht aus zwei Räumen. Mehrere Schächte führen zu unterirdischen Grabkammern. Die Wandszenen in der Grabkapelle waren am Beginn des 20. Jahrhunderts noch relativ gut erhalten, waren aber in den 1970er Jahren das Ziel von Kunsträubern, die zahlreiche Szenen und Figuren aus den Wänden schnitten.
Die Szenen im Grab zeigten Hemre und seine Gemahlin vor dem Opfertisch sowie zahlreiche Alltagsszenen (Ernte, Handwerker), die symbolisch die Toten versorgen sollten.
Die Szenen des Grabes wurden von Norman de Garis Davies kopiert und 1902 kopiert. Ein Team unter der Leitung von Naguib Kanawati kopierte die erhaltenen Szenen im 21. Jahrhundert erneut und publizierte sie 2007.